# Старая Царичанка
Старая Царичанка (укр. Стара Царичанка) — село, относится к Белгород-Днестровскому району Одесской области Украины. Протекает река Каплань.
Население по переписи 2001 года составляло 1831 человек. Почтовый индекс — 67723. Телефонный код — 4849. Занимает площадь 7,43 км².

## Местный совет
67723, Одесская обл., Белгород-Днестровский р-н, с. Старая Царичанка, ул. Ленина, 135
Расположена на берегу реки Капланки, в 48 км от районного центра и в 30 км от железнодорожной станции Кантемир. Дворов — 986, населения — 3043 человека. Сельсовету подчинено село Новая Царичанка.
На территории Старой Царичанки расположена центральная усадьба колхоза «Розквіт», за которым закреплено 5,8 тыс. га сельскохозяйственных угодий, в том числе 4,7 тыс. га пахотной земли. Хозяйство специализируется на производстве зерна, молока, винограда. Из подсобных предприятий действуют два винодельческих пункта, вальцовая мельница, карьер по добыче камня. За трудовые успехи орденами и медалями награждены 113 человек.
В средней школе 37 учителей обучают 520 учеников. В Старой Царичанке находится инфекционное отделение Староказацкой больницы на 40 коек, здесь трудятся 34 медработника, в том числе 3 врача. В селе два детских дошкольных учреждения, отделение связи, сберкасса, восемь магазинов.

## История
Село основано в 1827 году. Во время первой русской революции 1905—1907 годов в Старой Царичанке была создана ячейка крестьянской секции «Искра» Кишиневской социал-демократической организации. В 1906 году крестьяне села избрали своего делегата на конференцию представителей социал-демократических организаций Аккерманского уезда, которого вскоре арестовали жандармы. Из бумаг, обнаруженных при аресте, известно, что жители села отказались платить налоги, около тысячи человек были готовы к выступлению. К этому периоду относится создание здесь одной из первых профсоюзных организаций сельскохозяйственных рабочих. Советская власть установлена в декабре 1917 года, восстановлена в июне 1940 года. Во время нахождения Бессарабии с составе Румынией многие крестьяне в 1920—1930 гг. подверглись преследованиям.
В 1941 году организован первый колхоз им. Горького. В годы временной оккупации села фашистами (1941—1944) в Старой Царичанке действовали члены подпольной группы под руководством Ф. Г. Чаирского, созданной в Аккермане (Белгороде-Днестровском). На фронтах Великой Отечественной войны сражались с врагом 358 жителей села, 186 из них погибли, 172 награждены за боевые заслуги орденами и медалями Советского Союза.